# Tenderly : An Informal Session
Pour les articles homonymes, voir Tenderly.
Tenderly : An Informal Session est un album du pianiste de jazz Bill Evans et du multi-instrumentiste Don Elliott édité en 2001.

## Historique
Les titres qui composent cet album ont été enregistrés dans le studio personnel de Don Elliott dans le Connecticut entre 1956 et 1957.  Ces titres avaient été enregistrés uniquement  « pour usage personnel ». Ils ont été publiés en 2001 par le label Milestone  (MCD 9317-2).

## Titres de l’album
| No  | Titre                    | Auteur                         | Durée |
| --- | ------------------------ | ------------------------------ | ----- |
| 1.  | Tenderly                 | Walter Gross, Jack Lawrence    | 6:40  |
| 2.  | I’ll Take Romance        | Oscar Hammerstein II           | 4:20  |
| 3.  | Laura                    | David Raksin, Johnny Mercer    | 7:12  |
| 4.  | Blues No 1               | Bill Evans, Don Elliott        | 5:08  |
| 5.  | I’ll Know                | Frank Loesser                  | 4:11  |
| 6.  | Like Someone In Love     | Johnny Burke, Jimmy Van Heusen | 1:39  |
| 7.  | Love Letters             | Victor Young, Vincent Heyman   | 0:56  |
| 8.  | Thou Swell               | Richard Rogers, Lorenz Hart    | 1:40  |
| 9.  | Airegin                  | Sonny Rollins                  | 5:47  |
| 10. | Everything Happens To Me | Matt Dennis, Tom Adair         | 5:24  |
| 11. | Blues No 2               | Bill Evans, Don Elliott        | 8:13  |
| 12. | Stella By Starlight      | Victor Young, Ned Washington   | 2:27  |
| 13. | Funkallero               | Bill Evans                     | 3:00  |

## Personnel
- Bill Evans : piano
- Don Elliott[3] : vibraphone, "percussions vocales"